# Me 210
A Messerschmitt Me 210 egy második világháborús, kétmotoros, alsószárnyas, fémépítésű német romboló (Zerstörer) és gyorsbombázó repülőgép volt. 1943-tól Magyarországon is készültek Me 210-esek, a típust rendszeresítette a Magyar Királyi Honvéd Légierő is.

## Története
A Messerschmitt Bf 110 utódaként tervezték 1937-ben. Bár az első felszállására már 1939-ben sor került, a sorozatgyártás a gép rossz repülőtulajdonságai miatt csak 1941-ben kezdődött, de a sok baleset miatt a 325. gép átadása után leállították. A gyártás újraindítását csak hosszas tesztelés és a számos szerkezeti elem újjátervezése után engedélyezték a légügyi hatóságok. A már elkészült példányok egy részét hosszabb törzsrésszel látták el és a DB 605-ös motorral építették meg.  A gépeket a keleti fronton főleg gyorsbombázó és felderítő feladatokra alkalmazták. Gépágyúkkal, rakétákkal és radarral felszerelt nappali és éjszakai nehézvadász változatait a Németországot támadó szövetséges stratégiai bombázó kötelékek rombolására használták. A típus egyik sajátossága a hátsó támadások elhárítására alkalmazott távirányítású géppuska pár volt. A teljes áttervezés eredményeként létrejött, 1900 LE-s DB-603 motorokkal felszerelt géptípust utolsó változatát már Me 410 jelzéssel állították hadrendbe.

## A magyar változat
A Messerschmitt Me 210-et Magyarországon is gyártották az 1941. június 6-i német–magyar államközi egyezmény alapján, a Dunai Repülőgépgyár Rt. Horthy-ligeti (szigetszentmiklósi) üzemében. Az első magyar gyártású Messerschmitt 210Ca-1 tesztrepülésére 1942. december 21-én került sor Eszenyi Dénes repülőszázados vezetésével.
A Honvéd légierő az első két gépet 1943 júliusában állította hadrendbe. 1944. április 1-ig 270 Me 210 Ca–1 készült a Dunai Repülőgépgyárban. 160 db került a Magyar Királyi Honvéd Légierő birtokába, 110 pedig a Luftwaffe állományába. A gép alapfegyverzetét a magyar tervezők megváltoztatták, így a törzsbe építettek egy M 36 mintájú, 40 mm-es gépágyút, valamint a szárnyak alá függesztettek egy-egy 152 mm-es űrméretű füstvetőrakéta-indító blokkot. A korszerű, nagy tűzerejű gépekkel a 102/1-es Sas a 102/2-es Tigris  és a Villám gyorsbombázó századokat és az 5/1-es Bagoly éjszakai vadászszázadot szerelték fel. A Sas és a Tigris gyorsbombázó századok 1944 nyarán több eredményes támadást hajtottak végre a Szovjetunió területén található vasúti célpontok ellen. 1944 márciusától részt vettek a Magyarországot bombázó amerikai légikötelékek elleni harcokban is. Alacsonytámadó feladatkörben pusztították a Magyarországon harcoló szovjet és román csapatok utánpótlási útvonalait, akadályozva az ellenséges felvonulást a tordai és tiszántúli csatákban, majd a Budapest környéki és dunántúli harcokban. A még 1945 márciusában is aktívan harcoló alakulatot az ausztriai Pándorfalu repülőterére költöztették, ahol a német hadsereg a még használható gépeket a földön megsemmisítette, hogy azok ne kerüljenek szovjet kezekbe.